# Hamin
Le hamin (hébreu mishnaïque : חמין « chauds ») est un ragoût mijoté à feu doux pendant de longues heures, typique de la cuisine juive traditionnelle. Il a été conçu afin de se conformer aux prescriptions des Sages concernant la cuisson à chabbat, ceux-ci permettant de conserver la chaleur d'un plat cuit ou de le laisser mijoter s'il était prêt avant la tombée du chabbat. 
Le hamin, appelé tcholent par les ashkénazes et dafina par les séfarades, se décline en autant de variantes qu'il y a de communautés et coutumes juives, constituant l'un des plats principaux de la table du chabbat et des fêtes.

## Histoire du hamin

### Dans les sources juives traditionnelles
La Bible ne contient aucune prescription particulière concernant la cuisine à chabbat. Elle signale seulement qu'une double portion de manne tombera le sixième jour de la semaine car il n'en tombera pas à chabbat et qu'il faut par conséquent « cuire ce qui est à cuire et bouillir ce qui est à bouillir » car il est interdit de réaliser ces activités à chabbat. La Torah interdit en effet de faire du feu à chabbat de manière explicite. 
Les Sages de la Mishna et des Talmuds enseignent cependant que le « délice du chabbat » nécessite (entre autres) de manger un plat chaud ainsi que deux méthodes pour jouir de hamin (le terme désigne alors davantage l'eau chaude qu'un plat chaud) à chabbat sans enfreindre la Torah.
La première est d'enterrer (hébreu : הטמנה hathmana) ou recouvrir le plat chaud à la tombée de la nuit du chabbat (de vendredi à samedi) pour autant que les choses avec lesquelles il est recouvert maintiennent sa chaleur sans l'augmenter.
La seconde est de laisser (hébreu : השהיה hashhaya) ou remettre (hébreu : החזרה hahzara) le hamin sur un réchaud, pour autant qu'il ne fasse que conserver sa chaleur sans y ajouter. Ainsi, un petit four allumé avec de la paille ou du chaume est autorisé mais avec du bois ou des noyaux d'olive, il faut étouffer le feu avec de la cendre par exemple (bien que si le feu se ravive spontanément, il ne soit pas interdit de l'utiliser) ; un grand four est interdit dans tous les cas ; un four moyen peut être allumé avec de la paille ou du chaume mais pas avec du bois ou des noyaux d'olive. Hanania enseigne qu'il est également permis de laisser un plat sur le feu s'il a été cuit « à la manière de Ben Derossaï », c'est-à-dire à un tiers au moins de sa cuisson, voire de l'y remettre, que cette cuisson supplémentaire en améliore ou en altère le goût.
C'est sur base de cette décision que se développe le plat du chabbat tel qu'on le connaît actuellement.

### Au Moyen Âge et à l'ère moderne
Le plat du chabbat, traditionnellement servi lors du « second repas » (qui a lieu après l'office supplémentaire de chabbat, vers midi), semble avoir occupé dès lors une place centrale dans la vie juive.
Un récit talmudique rapporte un dialogue entre Hadrien et Rabbi Yehochoua ben Hanania à la gloire du plat et du chabbat : 
– pourquoi l’odeur du plat de chabbat est-elle si enivrante ?
– nous avons une épice particulière, appelée chabbat. Lorsqu’on en met dans les plats, il en exhale une odeur spéciale.
– donne m'en !
– celui qui respecte le chabbat en bénéficie mais celui qui ne l’observe pas, ne la sent pas.
Il était en revanche rejeté par les adversaires des rabbins et de la Torah orale, les Samaritains, les Sadducéens ainsi que, plus tard, les Karaïtes et les Beta Israël (bien que dans ce dernier cas, il s'agisse d'ignorance plutôt que de défiance vis-à-vis des préceptes rabbiniques), qui s'appuyaient sur une lecture littérale des versets. L'influence des Karaïtes allant en grandissant au Moyen Âge, le hamin devint un critère distinctif entre les adhérents et les opposants au judaïsme rabbinique, élevé au rang de pratique essentielle du judaïsme dans les vers du rabbin Zerakhia Halevi Gerondi :  
Mi shèeïno okhel hamin, tsarikh bdika a'herin im hou min, vèïm met, yit'askou bo amamin. Vekhol hama'amin, tzarikh levashel oulèhamtin, lè'aneg ett hashabbat oulèhashmin vèyizkè leketz hayamin (« celui qui ne mange pas de hamin, il faut faire vérifier par d'autres s'il est un min - hérétique - et s'il meurt, ce sont des non-Juifs qui devront s'en occuper. Mais tout croyant doit cuire et attendre, rendre le chabbat délicieux et engraisser, et il acquerra des mérites jusqu'à la fin des jours »).
L'association des Juifs au hamin est si forte que Cervantes peut mentionner une « boronia » (ragoût) à base de légumes pour planter le décor de La Gran Sultana en Afrique du Nord et que la consommation de ce plat devient, après l'expulsion des Juifs d'Espagne, l'une des preuves les plus souvent produites devant les tribunaux inquisitoriaux pour faire condamner les Nouveaux Chrétiens soupçonnés de judaïser en secret.
Une autre preuve de sa centralité est donnée par la coutume qui avait cours dans les villages d'Europe de l'Est comme dans ceux d'Afrique du Nord à l'approche du chabbat, avant l'invention du gaz ou de l'électricité : un pot contenant tous les ingrédients encore crus était donné au boulanger, seule personne dont le four brûlait en permanence ; chaque famille venait alors chercher sa part de hamin le samedi matin (en Afrique du Nord, les assistants du boulanger venaient la livrer),,, pour autant que la localité soit pourvue d'un erouv permettant le transport à chabbat.

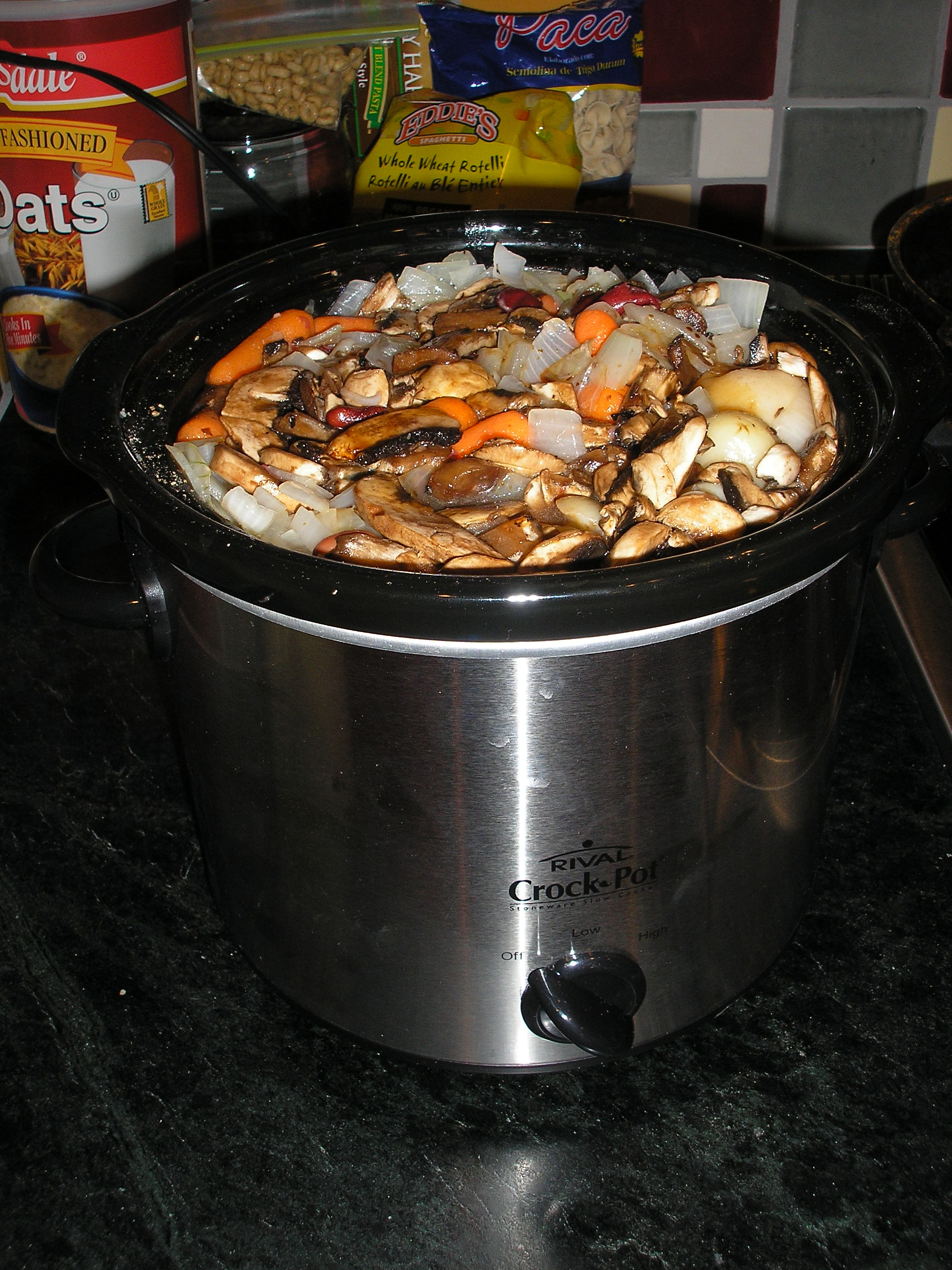
Un hamin de légumes commençant à cuire dans une mijoteuse

### Lehaminde nos jours
Le hamin serait, de nos jours encore, l'un des plats les plus populaires en Israël dans tous les segments de la population juive et bénéficierait d'un regain d'intérêt ailleurs dans le monde. L'apparition du gaz et de l'électricité a permis l'émergence de nouvelles applications concernant spécifiquement ou non le hamin, parmi lesquelles la plata, une plaque chauffante réservée à chabbat et aux fêtes, le blech, plaque de métal couvrant les fourneaux, et les diverses mijoteuses à cuisson lente.

## Variétés dehamin
Le plat chaud du chabbat a le plus souvent pris la forme d'un ragoût à base d'ingrédients pouvant supporter une cuisson prolongée sans brûler comme les pommes de terre ou les patates douces, la viande, des céréales (blé, riz, orge, ...), des œufs et des fèves. Toutes les recettes utilisent abondamment de l'huile et accompagnent leurs plats de beignets ou boulettes de pâtes ou de légumes,.
Le hamin tel qu'on le connaît généralement serait un plat typique de la cuisine judéo-ibérique médiévale qui trouve de nombreux équivalents dans les cuisines des régions environnantes dont l’escudella catalane, le cocido andalou, l’ollada du Roussillon et le caçolet occitan. Il aurait ensuite suivi le même chemin que ces plats vers le nord, parvenant en Alsace, située au cœur du berceau du judaïsme ashkénaze tandis que le pot-au-feu se développait dans le nord de la France. De là, il se serait dispersé, au gré des déplacements des Juifs, de leurs exodes et expulsions.

### Ladafinaséfarade

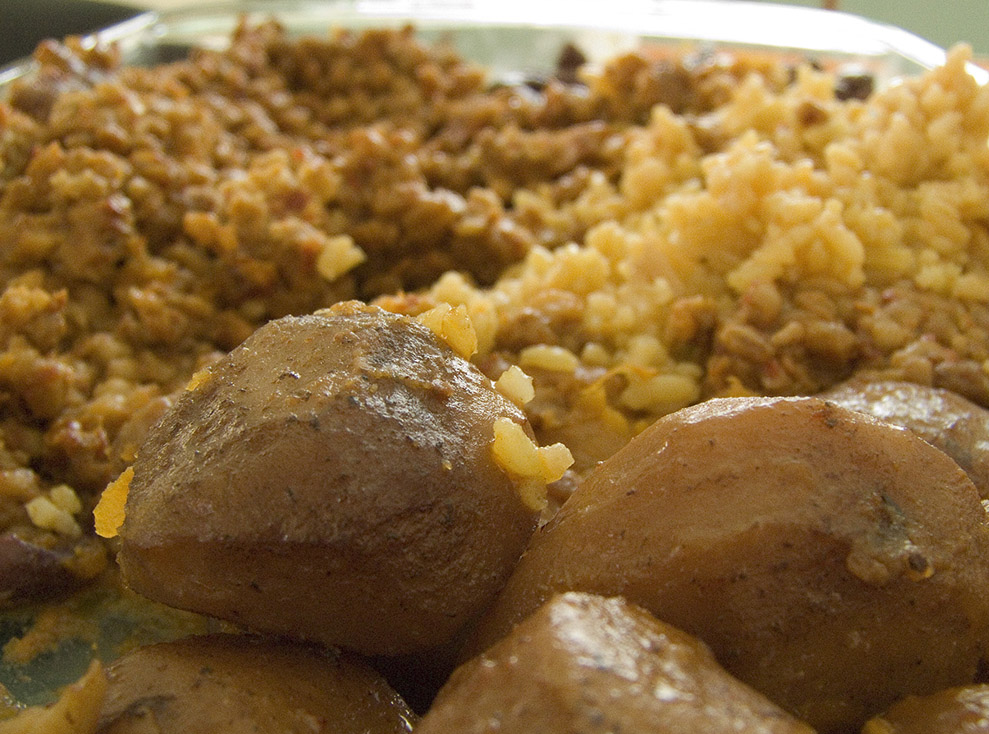
Une assiette de dafina

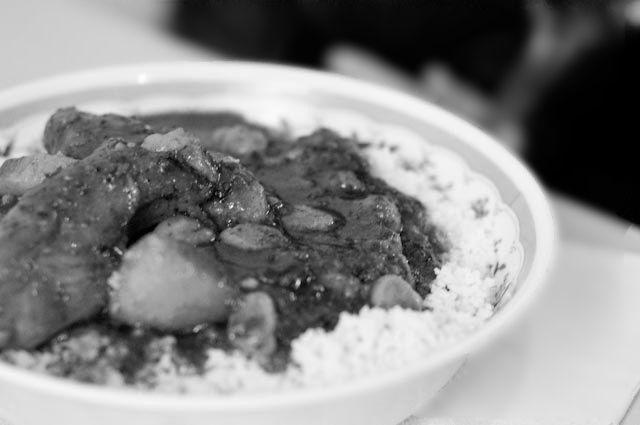
Une assiette de pkaïla

Le hamin séfarade est mentionné dans les responsa de Salomon ben Adret, Isaac ben Sheshet et Todros ben Joseph Aboulafia sous le nom de fonda. Il est cependant plus connu ensuite sous le nom d’adafina ou aldafina, « le [plat] enterré » en arabe, en particulier dans les rapports de l'Inquisition, qui décrivent un plat cuisiné à l'huile d'olive, à base de viande d'agneau, de pois chiches et de haricots blancs ou d'œufs bouillis, les huevos haminados. Cette recette a disparu mais le cocido madrilene pourrait en être un descendant plus ou moins lointain.
La dafina se perd également parmi les descendants d'exilés espagnols installés en Turquie et à Salonique. Elle prospère en revanche dans les pays d'Afrique du Nord sous des noms divers : au Maroc, elle est appelée plus volontiers s'hina (« [le plat] chaud » en arabe) que dafina tandis que dans les autres pays du Maghreb, elle est appelée tafina' ou tfina ; on la connaît aussi sous le nom de frackh (« joie » en arabe). Il existe de nombreuses variantes en fonction des influences culinaires locales bien que beaucoup contiennent de la viande, du riz, des pommes de terre, des pois chiches et des haminados.
Une dafina marocaine typique est préparée avec de la viande de bœuf et contient un pied d'agneau, du couscous et quantité d'épices. Elle est généralement agrémentée de kouclas, boulettes à base de riz (kouclas bi ruz) ou de pain (kouclas bi khboz). 
La tfina haricha de Tunisie est préparée avec de la viande, du blé et des pommes de terre ; une variante cuisinée principalement pour les fêtes est faite à base d'épinards et porte le nom tunisien de ce légume, pkaïla,. 
La tfina algérienne contient également des épinards, ainsi que des blettes, des navets et des haricots. On y adjoint souvent un bobinet (saucisse de bœuf bouilli) ou une meguina (omelette aux légumes, au poulet ou au bœuf).

### Letcholentashkénaze

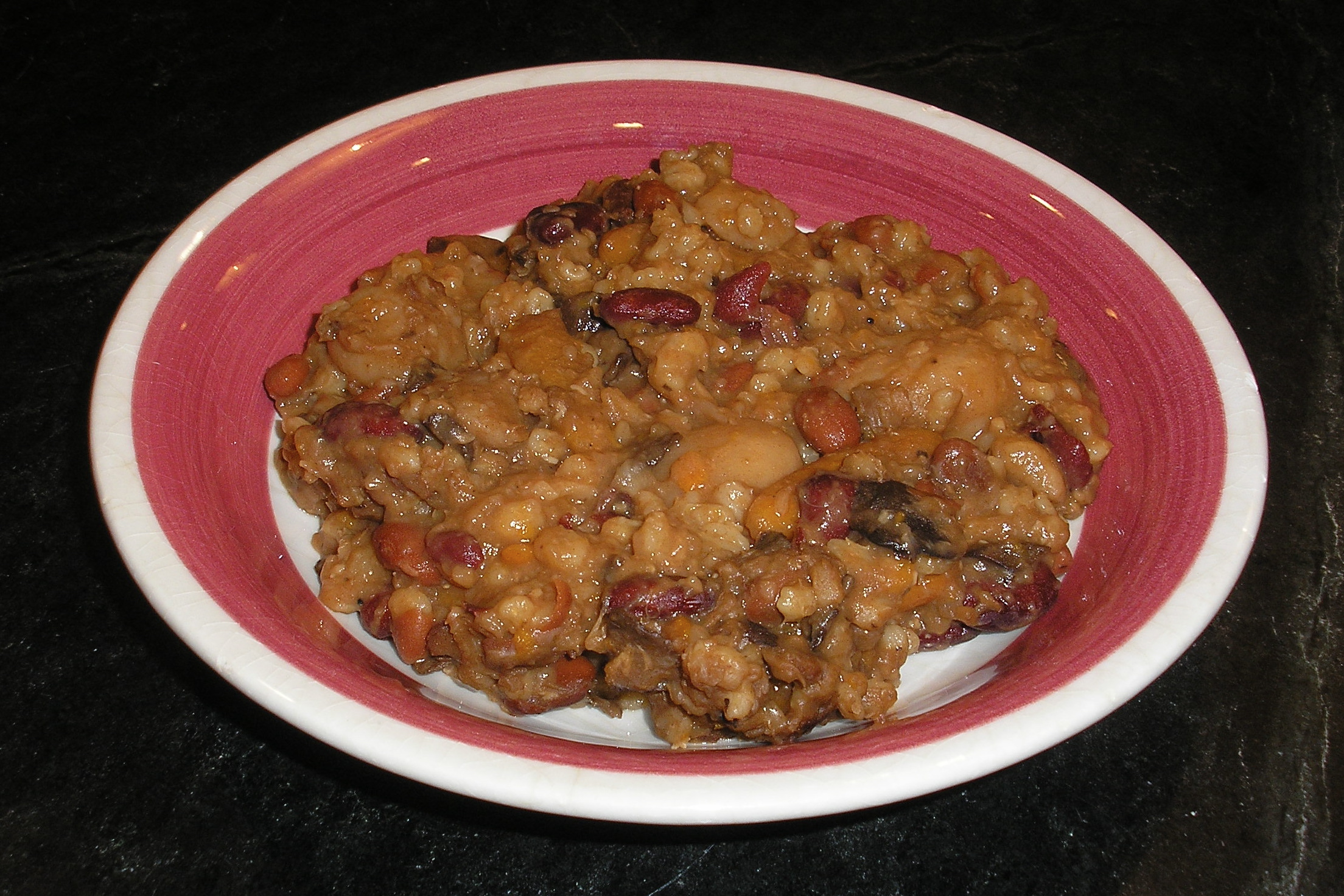
Une assiette de tcholent (sans viande)

La première mention ashkénaze d'un plat du chabbat à base de viande apparaît dans les écrits du rabbin Isaac de Vienne qui dit l'avoir vu chez son maître en France, au XIIe siècle mais le tcholent ou tchoulent (yiddish : טשאָלנט), hamin  à la mode ashkénaze, ne serait apparu en France du Nord et en Allemagne qu'en 1394, à la suite de l'expulsion des Juifs de Provence. Selon l'hypothèse étymologique la plus populaire, son nom proviendrait de « chault-lent » du fait de sa cuisson chaude et lente. D'autres le font dériver du latin calentem (« ce qui est chaud ») via le vieux français chalant (participe présent de chaloir, « réchauffer ») ou du yiddish shul ende (« fin de l'office synagogal »).
Un tcholent typique contient habituellement de l'orge perlée, des pommes de terre, des haricots et de la viande de bœuf.
Le tcholent d'Europe orientale est souvent agrémenté de helzel (en), une peau de poulet farcie d'oignon, de farine et de graisse d'oie (en) ou de kishke (en), des tripes de bœuf farcies avec les mêmes ingrédients, et de kugel, un gâteau de nouilles ou de pommes de terre qu'on a laissé cuire pendant la nuit, analogue ashkénaze du kouclas marocain et remplissant la même fonction.
Le shalet d'Allemagne, des Pays-Bas et de Hongrie ne comporte pas ces ingrédients mais est plus riche en fèves et haricots. Ses vertus ont été chantées par Heinrich Heine dans son Prinzessin Sabbath, parodie de l’ode à la joie de Schiller, où il raille les Juifs assimilés de son temps qui n'ont souvent retenu de leur judéité que le goût pour le shalet :
Schalet, schöner Götterfunken,  (Shalet, belle étincelle divine,)
Tochter aus Elysium!            (fille de l'Elysée!)
Also klänge Schiller’s Hochlied,(Ainsi aurait chante Schiller,)
Hätt’ er Schalet je gekostet.   (si seulement il avait goûté le shalet)
Le shalet serait selon certains à l'origine du sólet hongrois et des Boston baked beans par le biais des rencontres entre Juifs d'Amsterdam et pères pèlerins en route vers le Nouveau Monde.

### Leshamindes Juifs d'Orient
Les Juifs orientaux ont développé, sur base des mêmes principes, des plats chauds de chabbat qui leur sont propres.
Celui des Juifs de Boukhara est appelé oshi Sabo ou osh shavo (« plat chaud du chabbat ») est à base de riz à l'huile. Certains y ajoutent des haricots et des pois chiches tandis que d'autres y mettent (surtout pour les fêtes) des abricots et des pommes.
Les Juifs irakiens l'appellent tebit. Il s'agit d'une farce de poulet remplie de riz, de morceaux de poulets et d'épices.
Les Juifs du Yemen ont quant à eux développé diverses sortes de pâtes feuilletées cuites pendant dix heures, dont le jahnoun  et le koubané (plutôt consommés le matin du chabbat qu'à la mi-journée, avec des mets lactés).